# Austrocenangium
Austrocenangium is een geslacht van schimmels behorend tot de familie Cordieritidaceae. De typesoort is Austrocenangium australe.

## Soorten
Volgens Index Fungorum telt dit geslacht twee soorten (peildatum december 2021):
| Soortnaam                | Auteur(s)           | Publicatiejaar |
| ------------------------ | ------------------- | -------------- |
| Austrocenangium australe | (Speg.) Gamundí     | 1997           |
| Austrocenangium nanum    | (E.K. Cash) Gamundí | 1997           |